# 2012年夏季奥林匹克运动会中国赛艇队
参加2012年伦敦夏季奥林匹克运动会的中国赛艇队共计53人，其中运动员38人，官员与工作人员15人，领队韦迪。

## 人员构成
- 运动员（38人）：
  - 男子组（25人）：苏辉、陈征、张亮、孙杰、张国林、田军、张林、吴崇魁、黄钟鸣、张徳常、王向党、张永强、郑传奇、周意男、张顺银、何翌、曲晓明、刘振、董天峰、王景峰、宋凯、张兴波、赵林泉、郭康、吴林
  - 女子组（13人）：徐东香、陈海霞、余华、李勤、田靓、金紫薇、奚爱华、唐宾、冯桂鑫、张杨杨、高玉兰、吴优、张秀云

- 官员（15人）：
  - 领队：韦迪，副领队：曹景伟
  - 教练员（11人）：周琦年、伊格尔·格林科（立陶宛）、曹棉英、黄小平、吴纪宁、姜海洋、王越、张蓓、罗格·弗兰克、高炳荣、布什巴赫·哈特穆特（美国）
  - 医生：李强，管理：齐曙光